# Sophia Marinou
Sophia Marinou (griechisch Σοφία Μαρίνου, * 1884; † 20. Jahrhundert) war eine griechische Tennisspielerin.

## Leben
Sie gewann bei den Olympischen Zwischenspielen 1906 in Athen die Silbermedaille im Dameneinzel. Dabei gewann sie zunächst zwei Matches und unterlag dann im Endspiel ihrer Landsfrau Esme Simiriotou in drei Sätzen. Im Mixed-Doppel spielte sie an der Seite von Georgios Simiriotou. Sie erreichten ebenfalls  das Finale, mussten sich aber dort den Franzosen Marie und Max Décugis geschlagen geben. Zusammen mit Aspasia Matsa wurde sie die erste Frau, die für Griechenland bei den Olympischen Spielen antrat.